# Circle K

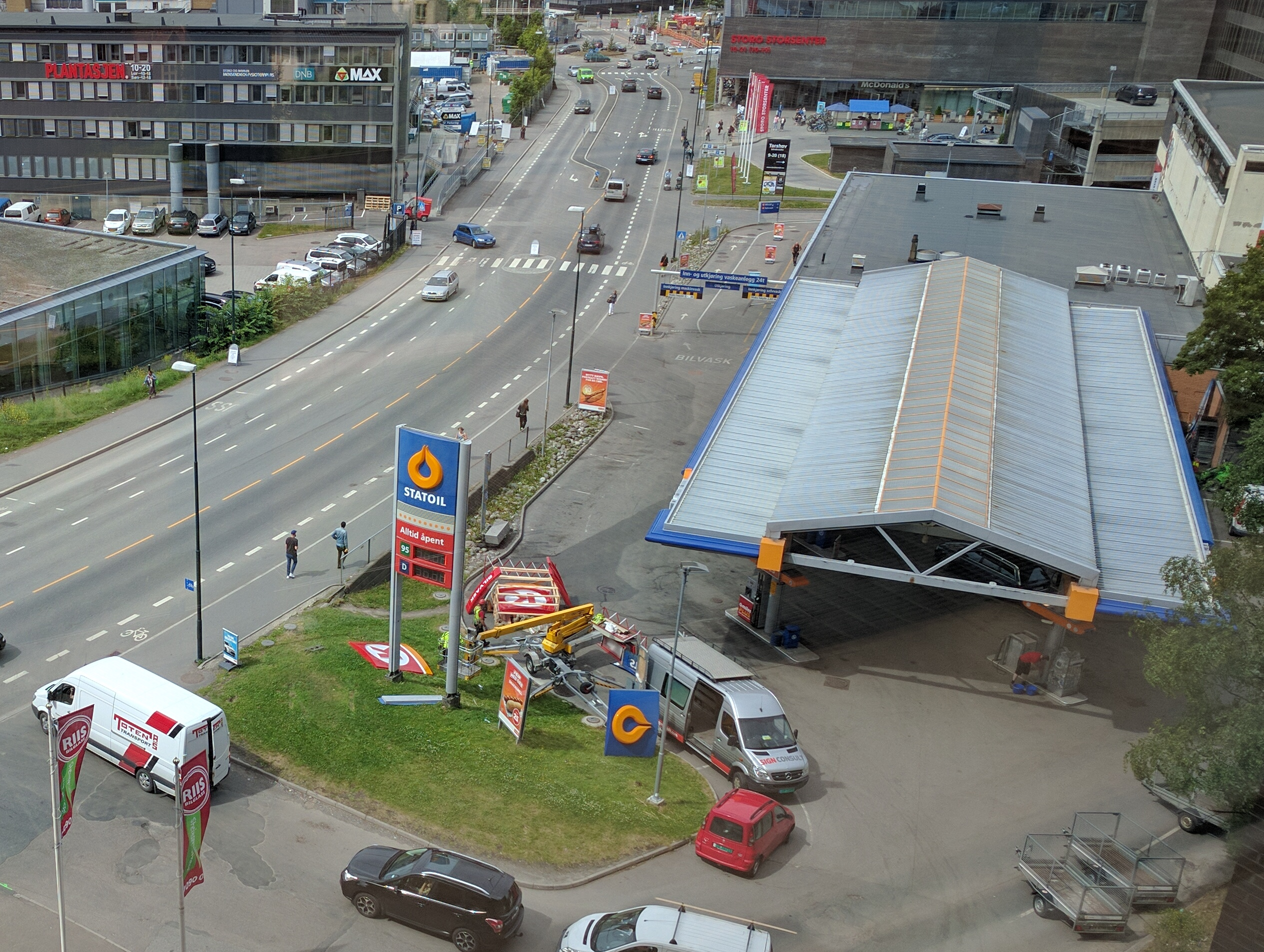
Statoil blir Circle K i Storo i Oslo i Norge, 2016

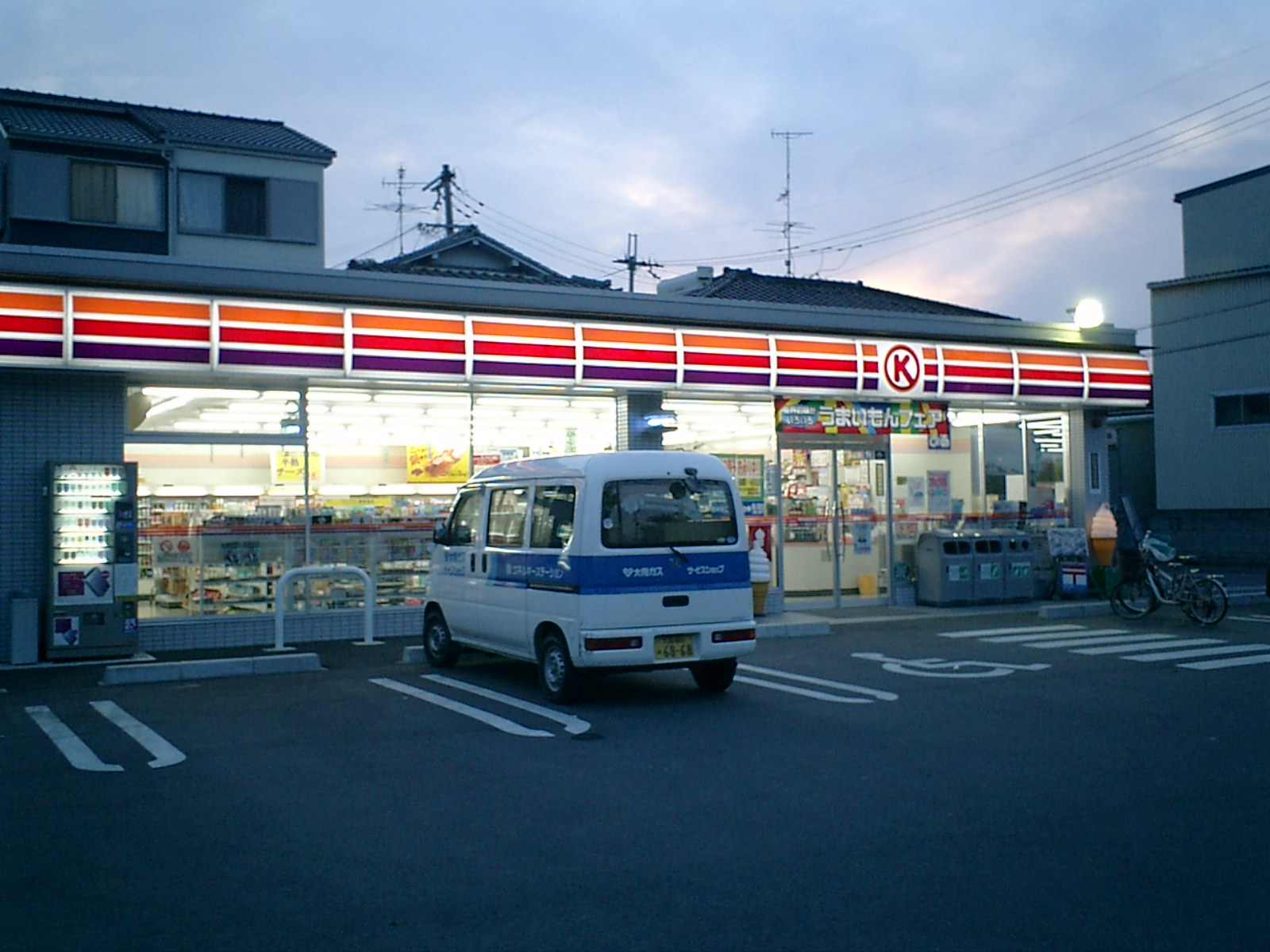
Circle K-butik i Japan

Circle K är ett varumärke för närbutiker och bensinstationer, vilka drivs av kanadensiska Alimentation Couche-Tard. De finns representerade på ett flertal marknader i framför allt Nordamerika och Asien. Sedan 2016 finns Circle K i Sverige, efter det att Alimentation Couche-Tard köpt Statoils svenska bensinstationer och att dessa bytt namn till Circle K.

## Historik
Kedjan grundades 1951 av Fred Hervey i staden El Paso i Texas, USA. Den utökades genom förvärv och bestod 1975 av ett tusental butiker i USA. År 1979 etablerades Circle K i Japan genom ett licensavtal och 1999 etablerades en franchiseverksamhet, vilket året därpå möjliggjorde etableringar i ett flertal asiatiska länder. År 2003 köptes Circle K av Alimentation Couche-Tard.
År 2012 köpte Alimentation Couche-Tard norska Statoils dotterbolag Statoil Fuel & Retail. Från maj 2016 bytte Statoilstationerna i Skandinavien och Baltikum namn till Circle K.

## Verksamhet i Sverige

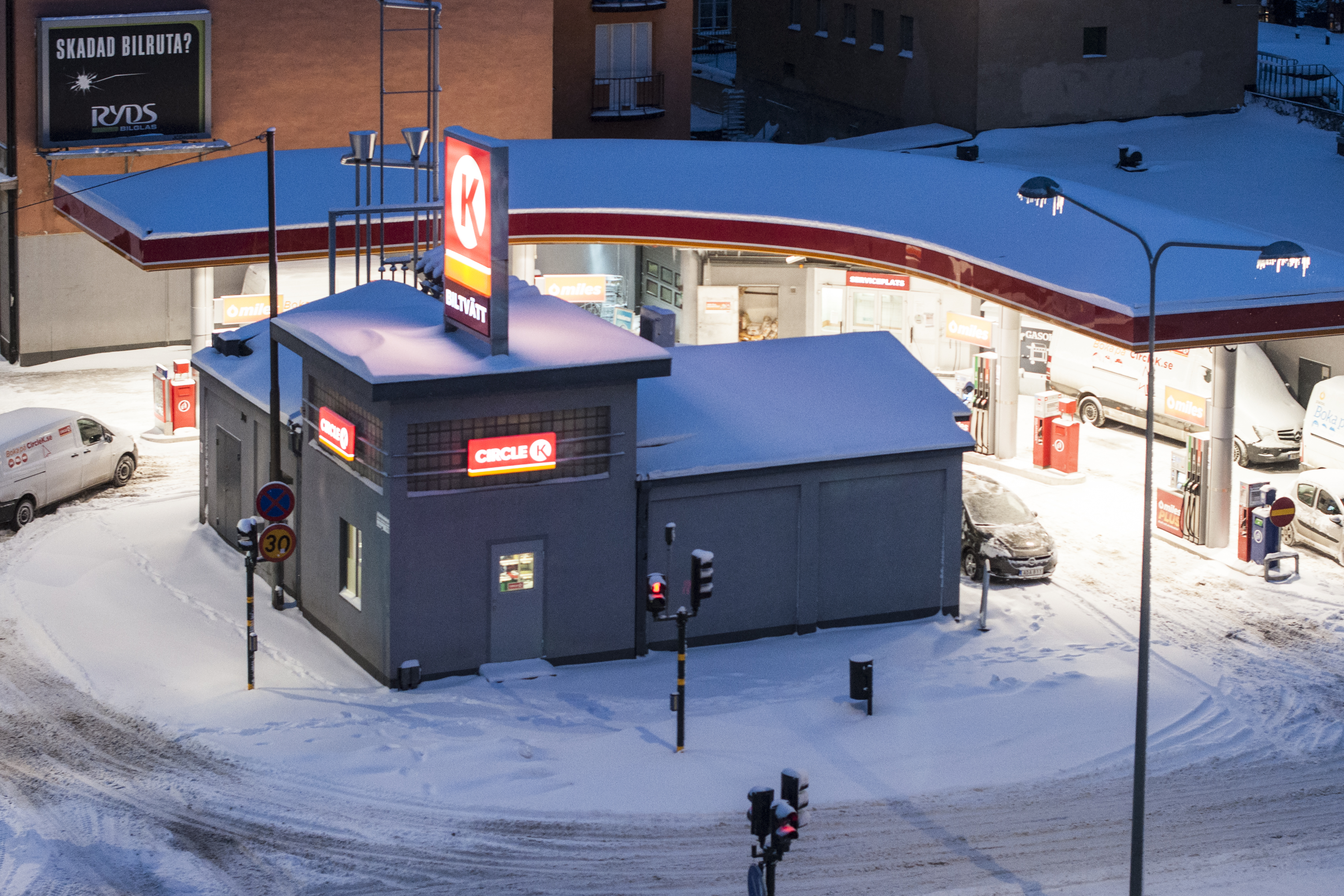
Circle K, Birger Jarlsgatan, Stockholm

Circle K Sverige AB öppnade den första Circle K-skyltade stationen i Sverige den 3 maj 2016 i Länna/Skogås. År 2016 drev företaget omkring 700 drivmedelsstationer. Statoil Sundsvall E4 Syd blev i början av maj 2017 den sista stationen som skyltades om till Circle K.
Circle K, då under namnet Statoil Fuel & Retail, hade 2012 den tredje största stationskedjan i Sverige, samt största marknadsandelen av försålt fordonsbränsle.
Problem uppstod efter lanseringen vid bytet av de tidigare Statoilflaggorna. De nya flaggorna pryddes med "K" och vid stationer med tre flaggstänger på rad kunde förbipasserande läsa ut "KKK", vilket förknippades med den rasistiska amerikanska organisationen Ku Klux Klan. Efter påpekande byttes hos vissa bensinstationer den mellersta flaggan ut mot en annan flagga utan "K".